# Baia Barrier
La baia Barrier è una baia situata sulla costa di Leopold e Astrid, nella Terra della Principessa Elisabetta, in Antartide. In particolare la bocca della baia si estende tra capo Nebbet, a ovest, e l'estremità occidentale della piattaforma glaciale Ovest, a est.

## Storia
Dopo essere stata esplorata da diverse spedizioni norvegesi svoltesi nei primi anni 1930, la baia Barrier è stata infine mappata piuttosto dettagliatamente grazie a fotografie aeree scattate durante la spedizione antartica comandata da Lars Christensen nel periodo 1936-37. Proprio i cartografi norvegesi le diedero il suo attuale nome in associazione con la vicina piattaforma glaciale Ovest: in norvegese, infatti, "barrier" significa "barriera", termine con cui un tempo si indicavano le piattaforme glaciali.